# San José (San Francisco)
San José es un corregimiento del distrito de San Francisco en la provincia de Veraguas, República de Panamá. La localidad tiene 2.555 habitantes (2010).